# Ізворань (Ілфов)
Ізворань, Ізворані (рум. Izvorani) — село у повіті Ілфов в Румунії. Входить до складу комуни Чолпань.
Село розташоване на відстані 28 км на північ від Бухареста, 114 км на південь від Брашова.

## Населення
За даними перепису населення 2002 року у селі проживали 600 осіб, усі — румуни. Усі жителі села рідною мовою назвали румунську.